# 有界算子
在泛函分析此一數學分支裡，有界線性算子是指在賦範向量空間X 及Y 之間的一種線性變換L，使得對所有X 內的非零向量v，L(v) 的範數與v 的範數間的比值會侷限在相同的數字內。亦即，存在一些M > 0，使得對所有在X 內的v，
{\displaystyle \|Lv\|_{Y}\leq M\|v\|_{X}.\,\,}
其中最小的M 稱為L 的算子范数。{\displaystyle \|L\|_{\mathrm {op} }\,}。
有界線性算子一般不會是有界函數；後者需要對所有的v，L(v)的範數是有界的，但這只有在Y 為零向量空間時才有可能。然而，有界線性算符為局部有界函數。
一個線性算子為有界的，若且唯若其為連續的。因此有界线性算子也被称为连续线性算子。

## 例子
- 任何在兩個有限維度賦範空間之間線性算符皆是有界的，且此類算符可以被視為某些固定矩陣的乘積。
- 許多積分變換為有界線性算符。例如，設

{\displaystyle K:[a,b]\times [c,d]\to {\mathbf {R} }\,}
為一連續函數，則算符L
{\displaystyle (Lf)(y)=\int _{a}^{b}\!K(x,y)f(x)\,dx,\,}
（定義於由在{\displaystyle [a,b]\,} 上的連續函數所組成的空間{\displaystyle C[a,b]\,}，賦予空間{\displaystyle C[c,d]\,} 均勻範數的值）是有界的。此一算符實際上也是緊緻的。緊緻算符在有界算符中是很重要的一類。
- 拉普拉斯算符

{\displaystyle \Delta :H^{2}({\mathbf {R} }^{n})\to L^{2}({\mathbf {R} }^{n})\,}
（其定義域為索伯列夫空間，值域在由平方可積函數所組成的空間內）是有界的。
- 在由所有實數序列(x0, x1, x2...)（其中{\displaystyle x_{0}^{2}+x_{1}^{2}+x_{2}^{2}+\cdots <\infty ,\,}）所組成的l2 空間上的位移算符

{\displaystyle L(x_{0},x_{1},x_{2},\dots )=(0,x_{0},x_{1},x_{2},\dots )\,}
是有界的。其算符範數可輕易地看出為1。

## 有界和連續的等價
如開頭所述，在賦範空間X 及Y間的線性算子L 是有界的，若且唯若其為連續線性算子。證明如下：
- 設L 是有界的，則對X內的所有向量v 及h（其中的h不為零），會有

{\displaystyle \|L(v+h)-Lv\|=\|Lh\|\leq M\|h\|\,}。
令{\displaystyle {\mathit {h}}\,} 趨近於零，即可證明L 在v 是連續的。甚至，因為常數M 不依賴v，可證明L 實際上是均勻連續的（更甚之，還是利普希茨連續的）。
- 反過來，在零向量的連續性，允許存在一個{\displaystyle \delta >0}，使得對所有X 內{\displaystyle \|h\|\leq \delta } 的向量h，{\displaystyle \|L(h)\|=\|L(h)-L(0)\|\leq 1}。因此，對所有'X 內的非零向量v，會有

{\displaystyle \|Lv\|=\left\Vert {\|v\| \over \delta }L\left(\delta {v \over \|v\|}\right)\right\Vert ={\|v\| \over \delta }\left\Vert L\left(\delta {v \over \|v\|}\right)\right\Vert \leq {\|v\| \over \delta }\cdot 1={1 \over \delta }\|v\|.}
這證明了L 是有界的。